# Josh Boyd
Josh Boyd (Philadelphia, 3 agosto 1989) è un giocatore di football americano statunitense che gioca nel ruolo di defensive end per i Green Bay Packers della National Football League (NFL). Fu scelto nel corso del quinto giro (167º assoluto) del Draft NFL 2013 dai Packers. Al college ha giocato a football all’Università statale del Mississippi.

## Carriera professionistica

### Green Bay Packers
Boyd fu scelto nel corso del quinto giro del Draft 2013 dai Green Bay Packers. Debuttò come professionista nella settimana 7 contro i Cleveland Browns. La sua stagione da rookie si concluse con 6 tackle in 9 presenze, nessuna delle quali come titolare.

## Statistiche
| Partite totali      | 9 |
| Partite da titolare | 0 |
| Tackle              | 6 |
| Sack                | 0 |
| Intercetti          | 0 |

Statistiche aggiornate alla stagione 2013